# Casa al passeig del Remei, 63 (Caldes de Montbui)
Casa al passeig del Remei, 63 és una obra de Caldes de Montbui (Vallès Oriental) protegida com a bé cultural d'interès local.

## Descripció
Edifici originàriament unifamiliar, casa d'estiueig entre mitgeres, donant façana a dos carrers encara que sols té sortida al passeig del Remei, amb un petit jardí a la part posterior. Presenta planta baixa i dos pisos.
L'edifici té una estructura de parets de càrrega, amb els forjats unidireccionals de biguetes. La coberta és plana i transitable.
La façana està clarament ordenada en la disposició i el tipus de forats. La composició és de tres eixos verticals que ordenen els forats. La façana era completament simètrica respecte un eix central, encara que posteriorment es va realitzar una nova obertura a la planta baixa que trenca la composició. Hi ha una clara disminució dels forats segons l'alçada, i són iguals en cada pis. En la planta baixa i la primera són de grans dimensions i tenen proporcions verticals. A la primera planta els forats són tres portes que tenen sortida a un balcó corregut que les engloba. A la segona planta els forats són tres finestres bastant petites de proporcions quasi quadrades amb un component marcadament horitzontal. La façana està rematada per una cornisa i un ampit opac que forma la barana de la coberta. La façana és arrebossada imitant l'especejament de la pedra. Tots els forats tenen una decoració senzilla i estan remarcats per un realçat sobre el pla de la façana.

## Història
L'edifici es realitzà al segle xx. A l'últim pis hi ha un suport metàl·lic de ferro forjat per la subjecció de les politges, on hi ha la data de 1887, que fa referència possiblement a la construcció de l'edifici.
La casa se situa al passeig del Remei, construït als voltants de l'any 1860 i empedrat entre el 1918 i 1919. El seu nom es deu al fet que porta a l'ermita del Remei. Les edificacions del passeig es realitzaren principalment a finals del segle xix i principis del XX, encara que posteriorment s'han realitzat força modificacions, sobretot a l'interior de les cases, però no han fet desmerèixer la imatge del conjunt.
L'arquitectura és força homogènia, sobretot amb la tipologia d'habitatges unifamiliars d'estiueig entre mitgeres. Les alçades són principalment de dues i tres plantes. És un dels espais urbans més peculiars i representatius de la vila de Caldes, amb unes característiques molt pròpies.